# Нурія Діосгадо
Нурія Діосгадо (нар. 22 серпня 1990, Гвадалахара, Мексика) — мексиканська синхронна плавчиня.
Учасниця Олімпійських Ігор 2012, 2016, 2020 років. Призерка Панамериканських ігор 2019 року.
Переможниця Ігор Центральної Америки і Карибського басейну 2006, 2010, 2014 років, призерка 2015 року.